# Missulena dipsaca
Missulena dipsaca é uma espécie de aranhas migalomorfas. É endêmica da Austrália.